# 太原工业职业学校
山西省立太原工业职业学校是民国时期位于山西太原的一所职业学校。

## 历史沿革
1944年，伪山西省政府在太原山西大学的原校址上成立太原工业职业学校，招收机械、化学、电气、采矿、土建等专业学生各一班，共有学生255人。校长为张范。
1945年日本投降后，阎锡山将在吉县成立的山西工业实验学校迁回太原，与太原工业职业学校合并。仍定名为省立太原工业职业学校。校长为赵中枢。分为机电、机器、化工、土木四个专业。
1945年底，学校将校址迁往西羊市街原山西省立工业专科学校的旧址。
1946年，学校改为化学、机械、土木三系。
1949年4月，解放军攻克太原。该校被太原市军事管制委员会接管。